# Museo de Cuenca
El Museo de Cuenca está situado en la llamada Casa del Curato, en el casco antiguo de Cuenca (España). Inaugurado en 1974, cuenta con tres secciones: Arqueología, Etnología y Bellas Artes. Es también remarcable su colección numismática.
La sección de arqueología, que presenta los hallazgos arqueológicos y la historia de Cuenca y de toda su provincia, está dividida por periodos en tres plantas:
- Planta baja: está dedicada a la Prehistoria, desde el Paleolítico a la Edad del Hierro. Destacan los hallazgos del Abrigo de Verdelpino (Valdecabras), que es un yacimiento muy significativo del Neolítico peninsular. De la Edad del Bronce son destacables el ídolo de Chillarón y la espada de Carboneras, mientras que de la Edad del Hierro se expone un modelo del yacimiento de Fuente de la Mota (Barchín del Hoyo) y diversos hallazgos de la necrópolis del Cerro de la Virgen (Alconchel de la Estrella).[1]
- Planta primera: está dedicada al mundo romano, siendo de especial interés las tres salas dedicadas a las tres principales ciudades romanas de la provincia de Cuenca: Segóbriga, Ercávica y Valeria.[2][4] En ellas, además de un buen número de materiales encontrados en los yacimientos, puede verse cómo nace una ciudad romana, cómo son sus espacios públicos y privados y qué actividades se desarrollaban en ellos. Destaca también la estatua de Lucio César, ejecutada en mármol.[2]
- Planta segunda: se exponen restos del siglo III al siglo XVIII y se puede apreciar, a través de los materiales expuestos, la ruralización del mundo romano y las huellas que dejaron los visigodos, los árabes y los posteriores pobladores cristianos en el territorio conquense.[1]

### Sala de exposiciones temporales
En 2015 se inauguró la sala de Exposiciones temporales del Museo de Cuenca, se trata de un espacio de aproximadamente 200 m² situada en el centro de la ciudad moderna de Cuenca, cerca de la zona comercial.